# Mesomyia coriaria
Mesomyia coriaria är en tvåvingeart som beskrevs av H. Oldroyd 1957. Mesomyia coriaria ingår i släktet Mesomyia och familjen bromsar. Inga underarter finns listade i Catalogue of Life.